# Iwan Twierdowski
Iwan Iwanowicz Twierdowski (ros. Иван Иванович Твердовский, ur. 29 grudnia 1988 w Moskwie) – rosyjski reżyser i scenarzysta filmowy.

## Kariera
Urodził się w Moskwie 29 grudnia 1988. Jest synem dokumentalisty Iwana Siergiejewicza Twierdowskiego. Ukończył Wszechrosyjski Państwowy Uniwersytet Kinematografii im. S.A. Gierasimowa w Moskwie. W 2014 wyreżyserował niemiecko-rosyjski dramat filmowy Klasa wyrównawcza, za który reżysera nagrodzono na MFF Ars Independent w Katowicach, MFF w Karlowych Warach, MFF w Salonikach oraz na Festiwalu Filmów Rosyjskich „Sputnik nad Polską” w Warszawie. W 2016 nakręcił Zoologię w oparciu o autorski scenariusz. Film nagrodzono w Cottbus, Karlowych Warach, Warszawie oraz na MFF „Tofifest” w Toruniu. W 2018 miała miejsce premiera kolejnego filmu Twierdowskiego Podrzutki o mafii sądowej w Moskwie. Również ten obraz nagrodzono w Cottbus, Karlowych Warach oraz na FF w Soczi. W Warszawie podczas „Sputnika nad Polską” obraz był nominowany do nagrody głównej.